# 朱秉棧
保安恭懿王朱秉棧（1493年—1544年7月11日），明朝秦藩第七代保安王，保安靖和王朱誠漖之庶第二子。

## 生平
弘治六年（1493年）生。弘治七年（1494年），獲賜名秉棧。後封鎮國將軍。
正德十四年（1519年），保安靖和王朱誠漖去世。因朱誠漖襲爵屬兄終弟及，礼部已经规定不得再傳及子孫。但朱秉棧想要襲爵，於是請秦王朱惟焯為其代奏。嘉靖元年（1522年），累經禮部會議，認為朱秉棧不得襲爵，當以本職鎮國將軍奉祀。嘉靖五年（1526年），經再三奏擾，獲准襲一輩，不為例。嘉靖六年九月庚子（1527年10月20日），襲封保安王。
嘉靖二十三年六月二十二日（1544年7月11日）薨，享年五十二歲，在位十八年，諡號恭懿。嘉靖二十八年（1549年），其庶長子鎮國將軍朱惟煡再次奏請襲爵，但被駁回，受命以本爵奉祀並管理保安王府事。隆慶三年（1569年），朱秉棧諸孫由輔國將軍降二等為鎮國中尉。

## 家庭

### 妻
- 盧氏，初封鎮國將軍夫人，嘉靖六年（1527年）進封保安王妃[5]

### 子
- 庶長子：鎮國將軍朱惟煡

### 孫
- 輔國將軍→鎮國中尉朱懷塒[9]，一作「朱懷」[10]
- 輔國將軍→鎮國中尉朱懷塙[9]
- 輔國將軍→鎮國中尉朱懷𡐔[9]
- 輔國將軍→鎮國中尉朱懷㙔[9]